# El Potrero (Veraguas)
El Potrero es un corregimiento del distrito de Calobre en la provincia de Veraguas, República de Panamá. La localidad tiene 635 habitantes (2010).